# Groupe de Recherche d’Art Visuel
Die  Groupe de Recherche d’Art Visuel (GRAV) war eine Gruppe von Kinetischen Künstlern, die 1960 in Paris gegründet wurde.

## Geschichte und Ziel
Zu den Gründern und wichtigsten Mitgliedern gehörten die Künstler Julio Le Parc, François Morellet, Horacio Garcia Rossi, Francisco Sobrino, Joël Stein und Yvaral.
Die ersten Ideen zur Gründung der Gruppe entstanden bereits 1958. Die Gruppe arbeitete vor allem mit den Mitteln von Licht und Bewegung. Die Gruppe definierte ihr künstlerisches Ziel in einem Manifest, das im Jahr 1961 erschien. Darin wird formuliert, dass mit den Mitteln der Kinetischen Kunst die „Herstellung einer neuen visuellen Beziehung zwischen dem Objekt und dem Auge des Beschauers“ geschaffen werden soll, „in der die Bedeutung und die Intervention des Künstlers auf ein Minimum beschränkt sind.“ Die Gruppe gestaltete gemeinsame Environments, rasterartige Raumstrukturen und kinetische Objekte.
„… Wir möchten die Aufmerksamkeit des Betrachters erregen, ihn frei machen, ihn auflockern. Wir wünschen seine Anteilnahme. Wir möchten ihn in eine Lage bringen, die ihn in Bewegung setzt und zu ihrem Herrn macht. Wir wünschen ihn einverstanden, eine Partie zu spielen. Wir möchten, dass er eine Wechselwirkung mit anderen Betrachtern anstrebt. Wir wünschen, dass er mehr Wahrnehmung und Aktion zeigt. Ein seiner Macht bewusster und so vieler Irrtümer und Mystifikationen müder Betrachter wird fähig sein, seine Revolution in der Kunst zu machen und den Zeichen Handeln und Zusammenarbeiten zu folgen.“
Die Gruppe führte ebenfalls ein kooperatives Forschungsprogramm ein, um ihre visuellen Ziele wissenschaftlich zu untermauern. Das Programm wurde 1966 während ihrer „Une journée dans la rue“ in Paris öffentlich vorgeführt.
Die Gruppe löste sich 1969 wieder auf. Die einzelnen Mitglieder gingen ihre eigenen künstlerischen Wege.

## Wichtige Ausstellungen (Auswahl)
Die Gruppe nahm an zahlreichen internationalen Ausstellungen teil oder führten Einzelausstellungen durch, dazu gehören (unter anderem):
- 1960: Paris, 1. Ausstellung der Arbeiten der Gruppe im eigenen Atelier
- 1963: Rio de Janeiro: Museum für Moderne Kunst, San Marino: 4. Biennale (Goldmedaille), Paris: 3e Biennale (Erster Preis für Gruppenarbeiten)
- 1964: Buenos Aires: Museum der Schönen Künste (L'instabilité), dann, São Paulo; Paris: Musée des Arts Décoratifs (Nouvelle Tendance); Kassel, Teilnahme an der documenta III in der Abteilung Licht und Bewegung; New York City: The Contemporaries (Labyrinth III)
- 1965: New York, The Museum of Modern Art (The Responsive Eye); St. Louis; Pasadena; Baltimore; Buffalo: Albright-Knox Art Gallery (Kinetic and optic Art today); Tel Aviv: Museum (Le Mouvement); Bern: Kunsthalle (Licht und Bewegung/Kinetische Kunst), Brüssel: Palais des Beaux-Arts; Baden-Baden: Staatliche Kunsthalle; Düsseldorf: Kunstverein für die Rheinlande und Westfalen; Lund: Kunsthalle (Le merveilleux moderne); Paris: 4e Biennale; Bordeaux: SIGMA
- 1966 Paris: Une journée dans la rue (Eine Präsentation von GRAV in den Straßen von Paris unter Einbeziehung der Öffentlichkeit und der Zuschauer); Bern: Kunsthalle (Weiss auf Weiss); London: Indica Gallery; Eindhoven: Van-Abbe-Museum
- 1967: Musée d’Art Moderne de la Ville de Paris (Lumière et Mouvement)
- 1968: Saint-Paul-de-Vence: Fondation Maeght (Art Vivant 1965-1968); Dortmund: Museum am Ostwall; Grenoble: Maison de la Culture (Lumière et Mouvement)